# 克莱格·伯奇
克莱格·伯奇（英語：Craig Berkey，1962年6月18日—）加拿大音频工程师。他曾2次提名奥斯卡最佳音响效果奖，和1次提名最佳音效剪辑。自1990年起，伯奇参与制作了80多部电影。

## 部分影视作品
- 老无所依（2007）（最佳音效）[1]
- 大地惊雷（2010）（最佳音效剪辑和最佳音效）[2]